# Timandra baguionis
Timandra baguionis är en fjärilsart som beskrevs av Louis Beethoven Prout 1938. Timandra baguionis ingår i släktet Timandra och familjen mätare. Inga underarter finns listade i Catalogue of Life.